# Éric (dessinateur)
Pour les articles homonymes, voir Eric (homonymie).
Ne doit pas être confondu avec Erik (auteur).
Éric, de son vrai nom Frédéric Delzant, né le 22 janvier 1947 (province de Hainaut), est un auteur de bande dessinée belge. Il a aussi été occasionnellement scénariste et coloriste.

## Biographie
Frédéric Delzant naît 22 janvier 1947 dans le Hainaut. Il passe son enfance à Bruxelles. Après des études d'architecture, il se lance dans la bande dessinée. Sous le pseudonyme d’Éric, il a notamment participé au Journal de Tintin à partir de 1973, où il crée les séries fantastiques Wen et Tetfol (dont il signe également certains scénarios). Il a collaboré avec de nombreux auteurs : citons Jacques Stoquart pour la saga de fantaisie Wen ; Jean Dufaux pour Le Maître des brumes ; Dupa pour les deux albums Coup d’œil et  Le Verrou ; Franz pour Les Perdus de l’Empire. Ayant une prédilection pour les thèmes fantastiques, il a également abordé le thème historique et le thriller.

## Œuvres
Wen
- 1. Tome 1, Le Lombard, coll. « Histoires et Légendes », Bruxelles, mars 1983
Scénario : Jacques Stoquart - Dessin : Éric - Couleurs : quadrichromie -  (ISBN 2-8036-0391-8)
- 2. Tome 2, Le Lombard, coll. « Histoires et Légendes », Bruxelles, novembre 1984
Scénario : Jacques Stoquart - Dessin : Éric - Couleurs : quadrichromie -  (ISBN 2-8036-0474-4)

Tetfol
- 1. Le Fils du loup, Le Lombard, Bruxelles, janvier 1981
Scénario : Jean-Luc Vernal - Dessin : Éric - Couleurs : quadrichromie
- 2. Le Prince du Gévaudan, Le Lombard, Bruxelles, janvier 1981
Scénario : Jean-Luc Vernal - Dessin : Éric - Couleurs : quadrichromie
- 3. Les Soleils perdus, Le Lombard, Bruxelles, janvier 1982
Scénario et dessin : Éric - Couleurs : quadrichromie
- 4. Le Grand Livre, Le Lombard, Bruxelles, janvier 1983
Scénario et dessin : Éric - Couleurs : quadrichromie -  (ISBN 2-8036-0383-7)
- 5. La Lumière noire[5], Le Lombard, Bruxelles, septembre 1983
Scénario et dessin : Éric - Couleurs : quadrichromie -  (ISBN 2-8036-0413-2)
- 6. Les Héritiers du crépuscule, Le Lombard, Bruxelles, novembre 1984
Scénario, dessin et couleurs : Éric -  (ISBN 280360471X)
- 7. La Pierre des certitudes, Le Lombard, Bruxelles, novembre 1986
Scénario, dessin et couleurs : Éric -  (ISBN 2803605848)

### Le Maître des brumes
- 1. La Route vers Glimrock[6], Glénat, coll. « Circus », Grenoble, décembre 1987
Scénario : Jean Dufaux - Dessin : Éric - Couleurs : quadrichromie -  (ISBN 2723408914)
- 2. La Prière des charognards, Glénat, coll. « Circus », Grenoble, juin 1988
Scénario : Jean Dufaux - Dessin : Éric - Couleurs : quadrichromie -  (ISBN 2723409481)
- 3. La Peste d’Oar, Glénat, coll. « Circus », Grenoble, avril 1989
Scénario : Jean Dufaux - Dessin : Éric - Couleurs : Jean-Jacques Chagnaud -  (ISBN 2723410730)

### Dampierre
- 3. Les Émissaires, Glénat, coll. « Vécu », Grenoble, janvier 1992
Scénario : Yves Swolfs - Dessin : Éric - Couleurs : Anaïs -  (ISBN 2-7234-1446-9)

### One shots
- Coup d'œil, Dargaud, coll. « Histoires fantastiques », Paris, octobre 1984
Scénario : Dupa - Dessin et couleurs : Éric -  (ISBN 2-205-02672-0)
- Le Verrou[7], Dargaud, coll. « Histoires fantastiques », Paris, avril 1987
Scénario : Dupa - Dessin et couleurs : Éric -  (ISBN 2-205-02965-7)
- Les Perdus de l'empire[8], Le Lombard, coll. « Histoires et Légendes », Bruxelles, février 1990
Scénario : Franz - Dessin : Éric - Couleurs : quadrichromie -  (ISBN 2-8036-0790-5)

## Prix
- 1975 :  prix du CABD pour Wen (avec Jacques Stoquart)[2].

#### Livres
: document utilisé comme source pour la rédaction de cet article.
- Jean-Louis Lechat, Un demi-siècle d’aventures t. 2 : 1970 - 1996, Bruxelles, Le Lombard, 5 décembre 1996, 224 p., ill. ; 31 cm (ISBN 280361233X, OCLC 37995939, BNF 37539082, présentation en ligne), p. 33, 51, 67.
- Jean Pirotte (dir.) et Luc Courtois, Du régional à l'universel. : L'imaginaire wallon dans la bande dessinée., Louvain-la-Neuve, Fondation wallonne Pierre-Marie et Jean-François Humblet, 1999, 310 p. (ISBN 978-2-9600072-3-7 et 2960007239, OCLC 1075833932), p. 217 lire sur Google Livres
- Patrick Gaumer, « Éric », dans Dictionnaire mondial de la BD, Paris, Larousse, 2010, 953 p., ill. ; 27 cm (ISBN 978-2-0358-4331-9 et 2-0358-4331-6, OCLC 920924930, présentation en ligne), p. 300. .

#### Périodiques
- Jean-Pol Stercq, « La Galerie-photo de Tintin », Tintin, Le Lombard, no 35,‎ 1974.